# Atimia
En la Antigua Grecia, la atimia (del griego, ἀτιμία, atimía, «desprecio», de una α privativa y del griego, τιμή, timế, «honor») es una privación total o parcial de los derechos cívicos, utilizada, por ejemplo, en la época clásica de la democracia ateniense o en Esparta con la figura del tresante.

## Definición
Aquel que se convierte en átimos (griego antiguo ἄτιμος), está incapacitado de cumplir las funciones políticas de un ciudadano. No puede asistir a la Asamblea, ejercer las funciones de jurado en la Heliea ni intentar acciones judiciales ante los tribunales. En cambio, conserva el estatus de astós griego antiguo, ἀστός, es decir ciudadano de estirpe. Puede, por tanto, transmitir la ciudadanía a sus hijos.
Excluir a un ciudadano de la asamblea es una forma eficaz de poner fin a su ambición política. La incapacidad de recurrir a la justicia para defenderse contra sus adversarios le pone en una posición social muy difícil. En un nivel más práctico, la atimia significa la pérdida del pequeño ingreso que reciben los jueces por su trabajo o que se percibe por asistir a las asambleas, lo que puede ser grave en el caso de los que están incapacitados para trabajar. La pérdida de tal actividad política tiene además, sin duda, un impacto psicológico importante.

## Actos merecedores de atimia
La atimia puede ser infligida como una pena por los tribunales, pero es también automática — al menos en teoría — aplicada por un cierto número de actos, algunos públicos y otros privados. 
Es afectado de atimia el que no puede pagar una deuda con el Estado, por ejemplo una multa. No existe ningún límite superior para las multas que los tribunales puedan imponer: pueden pues exceder con mucho la fortuna entera de una persona. Y puesto que esta deuda se transmite por herencia, el estatus se transmite también. Por ejemplo, un hijo puede defender a su padre privado del derecho electoral antes de la muerte de éste, pero pierde sus derechos después de su muerte. Los desertores, los hijos indignos (que han pegado a sus padres o que no han querido asegurar su subsistencia), los que han dilapidado su fortuna (por prodigalidad o negligencia) o que se han prostituido se convierten automáticamente en atimoi.
Es igualmente afectado con la atimia parcial el acusador que no haya obtenido un quinto de los votos en una acción judicial: se trata de limitar los abusos de los sicofantas, o delatores profesionales.
El no respeto a la atimia es considerado como un ataque contra el poder del pueblo y puede, si alguien arrastra al culpable ante los tribunales, costarle la pena de muerte.